# Opalporing
Opalporing (Physisporinus vitreus) är en svampart som först beskrevs av Christiaan Hendrik Persoon, och fick sitt nu gällande namn av Petter Adolf Karsten 1889. Opalporing ingår i släktet Physisporinus och familjen Meripilaceae.  Arten är reproducerande i Sverige. Inga underarter finns listade i Catalogue of Life.